# 香港入境權
香港入境權（英語：Right to Land in Hong Kong），是指在香港享有入境香港、不受逗留條件規限下留在香港且不得被遣送離境的權利。在1987年7月1日香港居留權納入香港法律前，香港入境權代表香港居民的居留狀態。現擁有居留權的人士均享有入境權，而失去居留權的人士（從未擁有居留權的人士除外）則獲保留入境權。
擁有香港入境權的人士無需香港簽證/進入許可即可自由進出香港，可在港自由讀書、工作和居留而不需要任何許可也不受任何限制。只擁有入境權人士的香港居民身份證上載有「R」標記。

## 英屬香港入境權

### 歷史
自香港開埠到香港主權移交為止，除日佔時期外，香港一直是英國的直轄殖民地（1981年後改稱英國屬地）。直到香港居留權被載入法律，在香港居留權利的規定與英國國籍法密切相關。在1960年代之前，所有英國臣民都可以不受限制地入境英國並在任何英國領土上生活和工作。然而，1960年代大批來自前非洲及亞洲殖民地的人士湧入英國定居，英國議會通過法律加強對英聯邦公民進入英國的移民控制。香港跟隨英國做法，對來自港外的人移入施加了更大的限制。在英屬香港出生的英國臣民被授予本土人身份，以表明他們擁有在香港居留的權利，並在之後賦予香港入境權。
在殖民地建立後的百年間，香港與中國大陸之間並沒有邊界管制。直到1950年中国共产党在中國內戰中取得勝利，才出现了邊境管制。該年5月，香港政府首次運用1949年《入境者管制條例》（英語：Immigrants Control Ordinance 1949）以每日配額制度限制廣東省本地人以外的移民入境，同時實行「香港身份證」制度，1958年又頒布《入境(管制及罪行)條例》（英語：Immigration (Control and Offences) Ordinance）。但香港政府在遣返非法移民方面相對寬鬆，允許大量非法移民登記為居民。儘管如此，香港政府對中國移民擁有幾乎無限的酌情驅逐權，直到1971年在香港居住超過7年的華裔居民獲得了香港入境權。儘管他們仍可能因嚴重犯罪而被驅逐出境，但這使他們免於移民管制並可在香港自由生活和工作。

### 釋義
由於香港入境權牽涉到不少當時的香港法例的定義，需予以說明。
- 香港本土人（Hong Kong belonger）指在緊接1983年1月1日之前[10]——
    1.  在香港出生的英籍人士；
  2.  憑在香港入籍而成為英籍人士的人；
  3.  根據《1948年英國國籍法（英语：British Nationality Act 1948）》第7(2)條在香港登記而成為英籍人士的人；
  4.  與上述(i)、(ii)或(iii)節所述的人結婚或曾與其結婚的英籍人士，或屬上述(i)、(ii)或(iii)節所述的人的子女的英籍人士;
- 居港英國公民（resident British citizen）指以英國公民身分，或以部分為聯合王國本土人而部分則為英國公民的身分，在任何期間內已至少連續7年通常居於香港的英國公民[10]；
- 居港聯合王國本土人（resident United Kingdom belonger）指在1983年1月1日以前的任何期間內，已至少連續7年通常居於香港的聯合王國本土人[10]；
- 聯合王國本土人（United Kingdom belonger）指緊接1983年1月1日之前，因在聯合王國出生、被領養、入籍或登記而成為聯合王國及殖民地公民的人，或此等人士的妻室或子女[10]；
- 華籍居民（Chinese residents）指有純粹或部分中國人血統及通常在香港連續居住不少於七年的移民。

### 1971年規定
香港法例第115章《1971年人民入境條例》第8(1)條界定以下人士擁有香港入境權：
1. 香港本土人；
2. 居港聯合王國本土人；
3. 華籍居民；

### 1987年定義
香港法例第115章《人民入境條例》第8條規定，居港英國公民和居港聯合王國本土人擁有香港入境權，即具有以下權利：
- 在香港入境；
- 不會被施加任何逗留在香港的條件，而任何向他施加的逗留條件，均屬無效；及
- 不得向他發出遣送離境令。

如有遞解離境令根據當時《人民入境條例》20(4)條，針對居港英國公民和居港聯合王國本土人擁有香港入境權的人作出，則在該遞解離境令有效的期間，該項入境權停止有效。

### 對香港入境權的剝奪
1997年6月30日生效的《1997年人民入境(修訂)條例》撤除約22000名英國公民的香港入境權並給予他們無條件逗留的准許。無條件限制逗留身分並非一項法定權利，而令某人得以進入本港及在本港逗留的許可應在該人離境時失效。不過，作為一項行政措施，獲給予無條件限制逗留身分的人士，倘在離境後十二個月內返回香港，將獲准保留該等身分。香港政府認為中華人民共和國政府未必會容許已取得入境權的英國公民保留這項權利，建議一次過廢除該等人士的入境權，留待香港主權移交前或主權移交後居留權法例制定後使他們取得香港居留權。

## 香港特別行政區的入境權
自香港主權移交起，香港法例第115章《入境條例》第2AAA條規定，前香港永久性居民享有香港入境權即具有以下權利：
- 在香港入境；
- 不會被施加任何逗留在香港的條件，而任何向他施加的逗留條件，均屬無效；及
- 不得向他發出遣送離境令。

如有遞解離境令針對任何根據前款擁有香港入境權的人作出，則在該遞解離境令有效的期間，該項入境權停止有效。
擁有香港特別行政區的入境權人士的旅行證件上可能會蓋有以下簽注：「 本旅行證件持有人有香港入境權。 ( 香港法例第115 章， 入境條例第2AAA 條)。 」。

## 入境權與居留權關係
所有擁有香港居留權的人士都享有香港入境權，但擁有香港居留權的人士不能被遞解離境。

### 憑藉入境權獲得居留權
根據港英時期《人民入境條例》，屬英聯邦公民並在緊接1983年1月1日之前憑藉當時有效的第8(1)(a)條享有香港入境權的人，享有香港居留權。因此，香港本土人是香港永久性居民的前身，同時修例也將居留權擴大到通常居住七年的非本地出生的華人，以及之前享有入境權的英聯邦公民。
根據香港特別行政區《入境條例》的過渡性條文，前述人士如為中國籍，則享有香港特別行政區的居留權；如為非中國籍，且滿足
- 他在緊接1997年7月1日以前已在香港定居；
- 他在緊接1997年7月1日以前不再在香港定居，但在自1997年7月1日起計的18個月內返回香港定居；或
- 他在緊接1997年7月1日以前不再在香港定居，但在自1997年7月1日起計的18個月後返回香港定居，而且必須沒有連續36個月或以上不在香港。

則享有香港特別行政區的居留權。
擁有香港入境權人士可以通過在香港通常連續居住七年以獲得香港居留權。

### 失去居留權而保留入境權
一般而言，非中國籍的香港永久性居民如不符合過渡性安排的條件，如在不再通常居於香港後，有連續36個月或以上不在香港；以及非中國籍香港永久性居民的非中國籍香港永久性居民子女滿21歲時未通常居於香港連續七年或以上並以香港為永久居住地，將喪失香港居留權，但仍可按照法例自動擁有香港特區的入境權。擁有入境權的人士可隨時自由進出香港，在香港居住、讀書或工作而不受任何限制。

### 兩項權利的保障差異
在港英時期，兩者皆由《人民入境條例》保障。在香港主權移交後，居留權見於《中英聯合聲明》附件一並寫入香港基本法，而入境權由《入境條例》單獨規定。儘管兩者都是法定權利，但入境權通過立法會即可剝奪，但居留權的改變可能要修改基本法。

#### 可被逐出香港
與居留權不同，只有入境權的人士如果被判犯有可判處 2 年或以上監禁的罪行，可以被港督或行政長官遞解離境。如果港督或行政長官認為遞解擁有香港入境權的人離境對公眾有利（conducive to the public good），也可以將其遞解離境。也可以且在遞解離境令有效的期間，入境權停止有效。香港行政長官已將該項權力轉授保安局局長。

## 權利、便利和待遇
一般而言，擁有香港入境權人士權利和其他香港非永久性居民相同，但他們不會被遣送離港，在香港不受任何逗留條件限制，個別待遇等同香港永久性居民。

### 旅行便利
只擁有香港入境權人士，可以憑藉載有「R」標記香港身份證可豁免「簽證」或「入境許可」進入澳門特別行政區旅遊或等同旅遊，並可登記後使用澳門特別行政區的自助過關系統。此安排等同於香港永久性居民。
擁有入境權的中國籍香港居民和無法取得任何國家的護照或其他地區的旅行證件的非中國籍香港居民可以申請回港證。擁有入境權但無法取得任何國家的護照或其他地區的旅行證件（BN(O)護照除外）的人士可以申請香港簽證身份書。
所有英國國民（海外）護照持有人均享有香港入境權。

### 公營房屋
只有現居於香港並擁有香港入境權的人士才可作為公屋申請者。

### 教育權利
擁有香港入境權人士，受教育權利和香港永久性居民完全一致，不需要出示旅行證件或持有香港簽證/進入許可，他們將會被視為本地學生，可受資助且無需持有學生簽證。

### 駕駛商用車輛
根據《道路交通﹝駕駛執照﹞規例》第374B章第11條及第15條之規定，擁有香港入境權人士合資格申請及續領商用車輛正式駕駛執照。

### 政治權利
只擁有香港入境權人士享有香港特別行政區的各項政治權利，但不享有選舉權和被選舉權，也無權擔任香港高級公務員和要求永久性居民的職務。